# The Nature Corner
Este un proiect transfrontalier, având denumirea completă "Conservarea, protejarea și promovarea valorilor naturale din zona transfrontalieră Salonta – Békéscsaba, ROHU-14: The Nature Corner" și vizează pe partea românească conservarea dropiei (Otis tarda), specie amenințată cu dispariția, a cărei singure populații viabile din România se află în zona Salontei, Bihor. 
Proiectul este implementat în cadrul Pogramului Interreg V-A România-Ungaria și este finanțat de Uniunea Europeană, prin Fondul European de Dezvoltare Regională și cofinanțat de statele partenere în program, România și Ungaria.
Durata: 30 luni (data lansării: 1 martie 2018)
Parteneri:
- Municipiul Salonta (lider de proiect) [2]
- Asociația Körösök Völgye Natúrpark [3]
- Asociația Milvus Transilvania Vest [4]
- Orașul Békés [5]

Scop: utilizarea sustenabilă a patrimoniului natural comun în zona transfrontalieră Salonta-Békés, prin îmbunătățirea stării de conservare a patrimoniului natural și prin promovarea valorilor naturale într-un mod integrat.
Principalele activități:
- Conservarea naturii: eliminarea barierelor fizice din habitatul dropiilor (vor fi îngropate 6 km de linie de medie tensiune), reducerea numărului de prădători naturali ai dropiilor (în perioada de cuibărit), reamenajarea ecologică a unor zone Natura 2000 din arealul Salonta - Békés
- Educație și conștientizare: promovarea valorilor locale prin activități pentru diverse grupuri-țintă (cadre didactice, copii, fermieri, populația locală), schimburi de experiențe cu alți specialiști
- Turism: construcția și dezvoltarea unor centre de informare turistică atât la Salonta cât și la Békés, dezvoltarea de trasee tematice, construcția și dotarea unui punct de observare a dropiilor și a altor specii la Salonta.

Conținutul acestei pagini web nu reprezintă în mod necesar poziția oficială a Uniunii Europene.